# Хадо
Хадо (стилизованное написание — XADO) — украинская компания, производитель машинных масел, смазок, присадок к маслам, автохимии.
Основана в 1991 году. Первая продукция в потребительской упаковке выпущена в декабре 1999 года. С 2004 года выпускается присадка, именуемая производителем «ревитализант», компания считает её основным продуктом и подаёт его как средство для продления ресурса двигателя.
Основная сфера сбыта — украинский и международные рынки, на российском рынке закрыла своё присутствие с 24 февраля 2022 года.

## История
Компания основана в 1991 году в городе Харькове (Украина). Название «ХАДО» — сокращение от слов «харьковский дом». Первая продукция компании в потребительской упаковке (гель-ревитализант для двигателей) увидела свет в декабре 1999 года. В 2004 году, совместно с европейским производителем масел Eurol B.V., в Нидерландах было создано предприятие XADO Lube B.V., по производству масел XADO Atomic Oil с атомарным ревитализантом.
Логотип ХАДО был создан в 2000 году харьковским дизайнером Игорем Макаровым. По замыслу он как бы «написан» выдавленным из тубы гелем, поскольку основной продукт ХАДО, гель-ревитализант, выпускается именно в тубах.
Компания производит около 800 наименований продукции (главным образом для технического обслуживания автомобилей), которая доступна более чем в 60 странах мира. Доля экспорта составляет около 90%. Самые известные продукты: гели-ревитализанты XADO, масла XADO Atomic Oil, автохимия VeryLube. По оценкам специалистов компания ХАДО является крупнейшим игроком как на украинском и международных рынках. Закончила свою работу в РФ с 24 февраля 2022 года.

## XADO и спорт[2]
Компания активно поддерживает спортивные мероприятия самого разного уровня, от дворовых чемпионатов до событий мирового масштаба. Владелец автомобильной команды XADO Motorsport, чемпиона Украины в раллийных и кольцевых гонках. 
Партнер команды Pro100! XADO — первой украинской геймерской команды, победившей в международном турнире по компьютерным играм. В сентябре 2011 года началось сотрудничество XADO с одним из самых титулованных футбольных клубов Украины «Шахтер».